# Eurocopter EC155
Eurocopter EC155 je dvomotorni večnamenski potniški/transportni helikopter evropskega podjetja Eurocopter (zdaj Airbus Helicopters). Razvit je iz družine helikopterjev  Eurocopter AS365 Dauphin. Lahko prevaža 13 potnikov ali 2300 kg tovora. Uporablja se za VIP prevoze, oskrbovanje naftnih ploščadi, iskanje in reševanje in medicinske prevoze.
Sprva je EC155 imel oznako AS365 N4. Razvoj se je začel septembra 1996, javno so ga predstavili na Paris Air Showu junija 1997. Prvi let je bil 17. junija 1997. Takrat je bila cena okrog $7-8 milijonov za helikopter.
EC155 B1 ima močnejše motorje in boljše sposobnosti na velikih višinah in vročem zraku. Ima tudi za okrog 150 kg večjo vzletno težo.
Rotor od EC155 so uporabili tudi na Eurocopter X3

## Tehnične specifikacije (EC155 B1)
Podatki iz {Eurocopter.com}
Splošne značilnosti
- Posadka: 1 ali 2 pilota
- Število sedežev: 13 potnikov ali 2.301 kg (5.073 lb) tovora
- Dolžina: 14,3 m (46 ft 11 in)
- Višina: 4,35 m (14 ft 3 in)
- Teža praznega letala: 2.618 kg (5.772 lb)
- Bruto teža: 4.950 kg (10.913 lb)
- Maks. vzletna teža: 4.920 kg (10.847 lb)
- Pogon letala: 2 × Turbomeca Arriel 2C2 turbogredni motor, 697 kW (935 hp) vsak
- Premer glavnega rotorja:  12,6 m (41 ft 4 in)
- Površina glavnega rotorja: 124,7 m2 (1.342 sq ft)

Zmogljivost
- Neprekoračljiva hitrost: 324 km/h (201 mph; 175 kn)
- Doseg: 857 km (533 mi; 463 nmi)
- Največji doseg: 985 km (612 mi; 532 nmi)
- Višina leta: 4.572 m (15.000 ft)
- Hitrost vzpenjanja: 8,9 m/s (1.750 ft/min)